# ガリレオ工房
ガリレオ工房（ガリレオこうぼう）は、2002年に設立された東京都小金井市のNPO法人である。「科学の楽しさをすべての人に」伝えるために、身近な材料でできる実験を開発し、これを会報、新聞、雑誌、書籍等を通じて発信している。また、ここで生み出された実験をベースとした実験教室や実験ショーを日本各地や海外でも実施したり、テレビ番組の実験の監修も行っている。一方、学校での理科教育の衰退に危機感をいだき、理科教育に対する提言も一貫して行っている。
1986年1月に学校の理科授業の研究の場として立ち上げられた「物理教育実践検討サークル」がルーツである。当時、国際基督教大学高等学校で物理教師をしていた滝川洋二は学校での理科教育の地位低下に懸念をもっており、その声掛けで、後藤道夫、都立高校教師であった米村でんじろうなどが初期メンバーとして参加していた。以後、基本的に月に1回のペースで例会を開き、会員向けに会報「通信」を発行している。

## 「ガリレオ」命名の意図
元々の名前は「物理教育実践検討サークル」であったが、サークルの活動についての書籍『物理がおもしろい!!』が出版されるにあたって、覚えやすい「ガリレオ工房」に改名した。
「ガリレオ工房」はガリレオ・ガリレイからとったが、ニュートンやアインシュタインではなくガリレオを選んだ理由として滝川洋二は以下の理由をあげている。
- ガリレオが自分の研究を示した『新科学対話』『天文対話』はその名の通り対話形式をとって書かれており、明らかに科学を市民にわかりやすく説明しようとした意図をもっていたこと[5]。
- ガリレオが、当時科学書を書くときに一般的だったラテン語ではなく、イタリア語をもちいて書いていたこと[5]。
- ガリレオが技術や職人技を評価していたこと。ガリレオが望遠鏡を自作したことからわかるように、技術から学んで科学を作るという意思をもっていたこと[5]。

また工房については、「実験をやる、新たな工夫をする場所」を意図して加えた。

## 歴史

### 前史
東京学芸大学の大学院生であった滝川洋二は、上智大学の笠耐などが中心となって運営していた「物理教育研究会(APE)」に参加した。そこで「学習指導要領」の作成についてあまり熱心に議論されていないことを知り、理科教育の専門家が必要なことを痛感することになった。滝川は、1979年より国際基督教大学高等学校で物理を教え始め、また国際基督教大学理学部の博士課程に進学し、理科教育の研究を始めた。
博士研究のため、高校での授業で実践を行う一方で、左巻健男などが中心となって運営していた「理科授業研究会」、板倉聖宣が主催していた「仮説実験授業研究会」など理科授業の研究会に参加し、議論を深めた。これらの授業研究会に参加するなかで、興味深い実験を行っている研究会をヒントに、1986年1月、「物理教育実践サークル」を結成した。

### 立ち上げ期
滝川は、意欲的な中学、高校の理科教師に片っ端から声をかけた。後藤道夫、立教新座中学校・高等学校の教師の古田豊、富山県で理科教師をしていた杉木優子などもガリレオ工房のメンバーであった。
滝川によると、ガリレオ工房での実験紹介を通じて頭角を現してきたのが、米村でんじろうであったという。一時期、毎回の例会が1〜2時間にわたって米村がワンマン実験ショーを行う「米村でんじろう講座」と言ってもよい状況となった。

### 理科離れに対する意見表明
1992年にガリレオ工房の例会で「1989年に改訂された学習指導要領に基づいて作られた教科書では、中学3年の電流と磁界の単元が、以前は30ページだったものが9ページになっている」と報告があった。これをうけて、滝川が中心となり日本物理教育学会の学会誌などで義務教育での理科教育の減少を指摘し始めた。1994年、日本物理教育学会、日本物理学会、応用物理学会が合同で「文部省にこれ以上理科を減らさない」よう提言を行ったことにつながった。
2002年、NPO法人化。また同年、これまでの活動に対して吉川英治文化賞を受賞した。

## 主な活動実績

### 青少年のための科学の祭典
1992年より日本科学技術振興財団と日本物理教育学会の共催で「青少年のための科学の祭典」が始まった。これはガリレオ工房の初期メンバーであった後藤道夫が始めた前年のイベントが元になっており、ガリレオ工房が全国の理科教師に参加を呼びかけて運営協力を行った。

### 海外での活動
アメリカの科学教育者協会の全国大会に1994年から1999年ごろまで毎年参加し、ワークショップのブースで実験の披露を行っていた。2002年、韓国で開かれた「科学の祭典」にガリレオ工房のメンバー5名が参加している。

### 途上国での理科教育支援
青年海外協力隊としてケニアに理数科教師として派遣された経験をもつ理科教師の大原ひろみが中心となり1997年より、「ガリレオプロジェクト」として始めた。ガリレオ工房の本の収益および企業の寄付などで一部費用をまかない、現地で手に入る実験材料での実験授業の普及に務めた。

## 主な監修実績

### テレビ番組
- 所さんの目がテン![18]
- 伊東家の食卓[18]
- 大科学実験
- 漂流兄妹〜理科の知識で大脱出!?〜

### 映画
- 容疑者Xの献身

### 監修書籍
- 『コロンブスより上手な卵の立たせ方』河出書房新社〈KAWADE夢新書〉、1996年。ISBN 978-4-30950115-4。
- 『科学の常識が面白いほどわかる本 : "身近な不思議"に答える大人の科学ドリル』河出書房新社〈KAWADE夢新書〉、2006年。ISBN 978-4-30950322-6。
- 『ガリレオ工房の科学マジック』新星出版社、2011年。ISBN 978-4-40507136-0。
- 『LEDの実験&観察キットブック』永岡書店、2016年。ISBN 978-4-52280125-3。

## 外部サイト
- ガリレオ工房公式サイト